# Kyosei-kai
El Kyosei-kai (共政会 Kyōsei-kai en japonés?) es un grupo yakuza con sede en Hiroshima, Japón.

## Historia
El Kyosei-kai se formó en mayo de 1964 a partir de siete clanes yakuza unidos por el bakuto Tatsuo Yamamura.

## Consolidación
El Kyosei-kai es conocido por su historia de feroces conflictos con varios otros grupos yakuza y, por lo tanto, se cree que el Kyosei-kai es el principal responsable de crear la imagen de "pueblo violento" de Hiroshima.  En particular, Kyosei-kai ha estado en conflicto con Yamaguchi-gumi, el sindicato yakuza más grande, desde principios de la década de 1960.
El Kyosei-kai fue un miembro destacados de 2 federaciones anti-Yamaguchi, la Kansai Hatsuka-kai (creada en 1970) y el Nishinippon Hatsuka-kai (formada en 1989), creando una nueva federación anti-Yamaguchi llamada Gosha-kai. kai desde 1996 con otras tres organizaciones basadas en Chugoku, Kyodo-kai, Asano-gumi, Goda-ikka y Shinwa-kai con base en Shikoku .

## En la cultura popular
La serie de películas yakuza Battles Without Honor and Humanity se basa en conflictos yakuza reales del siglo XX en los que participan los sindicatos yakuza de Hiroshima, en particular los eventos que llevaron a la formación del Kyosei-kai.